# Moti Kfir
Moti Kfir (hebräisch מוטי כפיר; * 1937 bei Chula) ist ein ehemaliger Chef der Mossad-Abteilung für Spezialeinsätze.

## Leben

### Bauernsohn und Historiker
Er wurde als „einfacher Bauernsohn“ unweit von Chula geboren, wo er auf einer Farm aufwuchs, wo sich Kfir schon frühzeitig mit Schafzucht, Milchkühe und Molkereien, beschäftigte.
Zudem hat er an der Pariser Universität Sorbonne den Doktortitel in Geschichte erworben.

### Mossad-Agent
Kfir war, als das Attentat auf die israelische Olympiamannschaft in München verübt wurde, Mitglied des Mossad und Führungsoffizier und leitete 1972 infolge des Münchner Attentats die Operation „Der Zorn Gottes“, um die Terroristen zu liquidieren.
Kfir arbeitete als Leiter der Akademie für spezielle Operationen der Einheit 188 des israelischen Geheimdienstes Mossad. Laut dem Dokumentarfilm Lizenz zum Töten gehörte er der "Kidon"-Gruppe des Mossad an.

### Geschäftsmann
Er lebt heute als Geschäftsmann in Tel Aviv.

## Werke
Kfir beschreibt in seinem Buch „Sylvia Rafael. Mossad-Agentin“ den Rachefeldzug der Israelis für das Olympia-Attentat 1972 in München und beschreibt darin, wie Mossad-Agenten die Drahtzieher und Täter ausspähten und liquidierten. Im Mittelpunkt steht mit Sylvia Rafael eine Frau, die er selbst für den Job rekrutierte. Ein weiteres Buch über den Jüdischen Widerstand während der deutschen Okkupation in Frankreich im Zweiten Weltkrieg und die Verfolgung der Juden, ist geplant.

## Publikationen
- Mit Ram Oren: Sylvia Rafael. Mossad-Agentin. Arche-Literatur-Verlag, Zürich, 2012.